# Zvonko Živković
Zvonko Živković (Belgrado, 31 de outubro de 1959) é um ex-futebolista profissional croata, que atuava como atacante.

## Carreira
Zvonko Živković fez parte do elenco da Seleção Iugoslava de Futebol da Copa do Mundo de 1974 e 1982. 